# Piros Öv – Levél Hollywoodból
A Linda – Piros Öv – Levél Hollywoodból című album Görbe Nóra harmadik stúdióalbuma, mely 1987-ben jelent meg. Az albumról a Súgd meg és a Hiába várok című dalokból készült videoklip.
Az albumra olyan neves zeneszerzők, és zenészek írtak dalokat, mint Geszti Péter, Berkes Gábor, Fenyő Miklós, vagy Bogdán Csaba.

## Az album dalai
| Első oldal | Első oldal    | Első oldal                                    | Első oldal | Első oldal | Első oldal | Első oldal | Első oldal | Első oldal | Első oldal |
|            | Cím           | Szerző(k)                                     | Hossz      |            |            |            |            |            |            |
| ---------- | ------------- | --------------------------------------------- | ---------- | ---------- | ---------- | ---------- | ---------- | ---------- | ---------- |
| 1.         | Vadóc Kalóz   | Berkes Gábor – Geszti Péter – Görbe Nóra      | 3:18       |            |            |            |            |            |            |
| 2.         | Hiába várok   | Németh Alajos – Görbe Nóra – Markovits Ferenc | 3:36       |            |            |            |            |            |            |
| 3.         | Súgd meg      | Fenyő Miklós – Bodnár Attila                  | 2:56       |            |            |            |            |            |            |
| 4.         | Vesztek       | Szikora Róbert                                | 2:27       |            |            |            |            |            |            |
| 5.         | Bolond színek | Németh Alajos – Görbe Nóra – Markovits Ferenc | 3:36       |            |            |            |            |            |            |
| 6.         | Honeymoon     | Szikora Róbert                                | 4.59       |            |            |            |            |            |            |
| 20:39      |               |                                               |            |            |            |            |            |            |            |

| Második oldal | Második oldal      | Második oldal                            | Második oldal | Második oldal | Második oldal | Második oldal | Második oldal | Második oldal | Második oldal |
|               | Cím                | Szerző(k)                                | Hossz         |               |               |               |               |               |               |
| ------------- | ------------------ | ---------------------------------------- | ------------- | ------------- | ------------- | ------------- | ------------- | ------------- | ------------- |
| 1.            | Nem nagy dolog     | Szikora Róbert                           | 4:19          |               |               |               |               |               |               |
| 2.            | Fantázia-szimfónia | Bogdán Csaba – Görbe Nóra – Geszti Péter | 3:41          |               |               |               |               |               |               |
| 3.            | Cigányszív         | Szikora Róbert                           | 3:28          |               |               |               |               |               |               |
| 4.            | Engedj játszani    | Holló József – Görbe Nóra – Doverdo      | 3:41          |               |               |               |               |               |               |
| 5.            | Levél Hollywoodból | Szikora Róbert                           | 5:00          |               |               |               |               |               |               |
| 20:03         |                    |                                          |               |               |               |               |               |               |               |